# Diego Gallo González
Diego Gallo González (28 de juny de 1982) és un nedador d'esquena olímpic uruguaià.
Gallo va competir en representació de l'Uruguai durant els Jocs Olímpics d'estiu de 2000. Durant la competició va establir el rècord uruguaià en 100 metres d'esquena en 58.18.